# D'Afflitto
La famiglia d'Afflitto è un’antica casata nobile originaria di Amalfi, documentata fin dal XI secolo, e diffusa in tutta l’Italia meridionale.
Le mitiche origini risalgono al generale romano Placido, vissuto ai tempi di Traiano (II secolo), poi divenuto sant'Eustachio, ma la famiglia è attestata storicamente a partire dal IX secolo, quando Leone d'Afflitto fu nominato Duca di Amalfi.
I feudi famigliari erano sparsi per tutto il Meridione d’Italia: Sicilia, Puglia, Calabria, Basilicata e negli Abruzzi. Si hanno notizie di 5 principati, 5 ducati, 5 marchesati, 6 contadi, 49 baronie, oltre all'attuale titolo di Marchesi (mpr), Patrizi di Amalfi (m).
Accanto ai nobili di Scala, Amalfi e Napoli, la famiglia espresse funzionari reali per la dinastia Angioina, Borboni, Asburgo e Savoia; oltre a giuristi, ecclesiastici, comandanti militari.
La famiglia d’Afflitto è considerata come una delle famiglie fondatrici dell’Ordine di Malta, con Landolfo e suo figlio Jacopo militanti al fianco di Frate Gerardo Sasso nelle crociate in Terra santa. Padre e figlio sono citati nella Gerusalemme Conquistata di Torquato Tasso. Don Camponello, signore di Rodegaldo, fu invece Gran Maestro dell’Ordine dei Templari nel 1235.
La famiglia annovera parentele con illustri casate aristocratiche del Regno delle Due Sicilie e del meridione. Gli ultimi discendenti della famiglia risiedono attualmente a Firenze, Ginevra, Torino.

## Le origini: dal Castrum Pini a Scala (Secolo XI e XII)
I genealogisti avevano ritenuto che le diverse forme del cognome d'Afflitto, e cioè d'Africto, de Fricto, de Flicto, de Afflicto, de Afflictis, e le loro varianti, fossero riferibili alla stessa famiglia.
Con riguardo alla forma originaria de o da Filicto, in particolare, ne è stata più recentemente proposta la derivazione dal termine afflictus, quale variante di affictus con il significato di censo o reddito.
Una delle prime attestazioni documentarie della famiglia risale al 7 marzo del 1041. Arrivarono invece a Scala, in età normanna (1131-1194), i d'Afflitto divennero domini, cioè componenti dell'aristocrazia cittadina.
Alla famiglia appartennero anche alcuni vescovi della stessa città, eretta in diocesi nel 1069 circa: Orso (ca. 1144), Alessandro II (1171-1191 ca.), Costantino (1207-1220 ca.), Matteo (1227-1269 ca). Più tardi vi furono invece Natale Mastini d'Afflitto (1418-1450) e Francesco (1583-†1593).
Nel 1280-1282 i d'Afflitto furono a più riprese giudici della città.
Nel 1144 il vescovo Orso donò alla chiesa di S. Stefania della stessa città due cervi d'argento recanti alla base le insegne dei d'Afflitto. Il dono lascerebbe intendere la diffusione a quest'epoca della tradizione circa la discendenza della famiglia da S. Eustachio, generale romano dell'imperatore Traiano. Un episodio della leggenda del Santo, infatti, è incentrato su di un cervo che, durante una battuta di caccia, sarebbe apparso al generale romano Placido, poi passato alla storia come Sant'Eustachio, recando tra le corna la Croce e la figura di Cristo.
Dai testamenti dei membri emerge fra XI e XII secolo l'esistenza di un cospicuo patrimonio comprendente palazzi e possedimenti a Benevento, nonché proprietà a Scala e in tutto il ducato amalfitano.

## I d’Afflitto nelle altre città del Regno
La famiglia nel XII secolo si trasferì ad Amalfi.
Nel 1157, così, un Pietro abitava a Capo di Croce, mentre nel 1181, il giudice Riccardo risiedeva in una domus collocata nei pressi della cattedrale, che conserva ancora delle tombe di famiglia.
La presenza della famiglia a Monopoli sarebbe documentata nel 1187, mentre a Ravello è attestata nel 1195. I d’Afflitto di Scala intrattennero anche rapporti matrimoniali con le maggiori famiglie di Ravello. In questa città i d’Afflitto edificarono svariati palazzi, il primo di fronte alla chiesa dei Santi Giovanni Battista ed Evangelista. Palazzo d’Afflitto a Ravello ospita un rinomato albergo. Villa Rufolo fu anch’essa proprietà della famiglia per un breve periodo durante il medioevo.
A Napoli giunsero probabilmente nella prima età sveva. Nell’anno 1245, regnando Federico II imperatore, Enrico di Scala e suo figlio Federico, probabilmente provenienti da Ravello, risultano tra i nobili del seggio di Nido.
Soprattutto in epoca angioina, infatti, i mercanti, ma anche i funzionari della corona, appartenenti alle famiglie amalfitane, furono nobilitati ed ammessi nei ranghi della cavalleria.
Questo ramo della famiglia stanziatosi a Napoli si estinse a metà del ‘400. I d’Afflitto godettero a Napoli di nobiltà anche nei seggi di Porto e Portanova, ma ne è anche ampiamente documentata l’attività mercantile.
Da Antonio, reggente della curia Vicaria agli inizi del XV secolo, discese Michele, Tesoriere del Regno (1485-1499), nel 1496 feudatario in Gaeta e negli Abruzzi, luogotenente della Sommaria (dal 1504 in poi), gran camerlengo e primo conte di Trivento nel 1505. Girolamo (1617- †1662), III duca di Barrea, conte di Trivento e primo principe di Scanno dal 1646.
I membri della famiglia, nel XV e XVI secolo, si impegnarono nei pubblici uffici, nella carriera ecclesiastica e nel servizio militare, pur continuando a svolgere per lungo tempo attività mercantile, bancaria e assicurativa.
La Famiglia si stabilì anche a Tropea, Brindisi e Cosenza.

## Rami della famiglia d’Afflitto
La famiglia si suddivise in numerosi rami, ed in particolare:
1. Ramo dei conti di Trivento, poi duchi di Barrea e principi di Scanno, ascritti in Napoli al seggio di Porto, estinti nella famiglia Caracciolo di Melissano;
2. Ramo dei conti di Loreto, estinti nel ramo precedente;
3. Ramo dei baroni di Monteroduni e Macchia, anch’essi estinti nella famiglia Imperiali;
4. Ramo dei duchi di Campomele e Castropignano, marchesi di Frignano maggiore, Montefalcone ed Agropoli, estinti nella famiglia Nunziante[11];

a questi, deve aggiungersi il Ramo di Sicilia estinto nella famiglia Ventimiglia, e disceso probabilmente dal già menzionato Bartolomeo (†1240), che ottenne tra l’altro il titolo di principe di Belmonte.

## Principali personaggi della famiglia

### Uomini d’arme
- Camponello, signore di Rodegaldo, di Redine e della Molpa, Gran Maestro dell’Ordine dei Templari nel 1235, raffigurato vestito dell’abito dell’Ordine nella Cattedrale di Scala.
- Antonio (fine sc. XIV-inizi sec. XV), patrizio napoletano e scalese; fu reggente della Gran Corte della Vicaria, cavaliere di parte angioina, durante il conflitto tra angioini e durazzeschi diresse le operazioni militari nel ducato amalfitano. Re Ladislao I di Napoli gli confiscò i beni e lo esiliò; diede origine al ramo che fu poi insignito della contea di Trivento.
- Giovanni Battista (†1556) fu al servizio spagnolo a Tunisi nel 1535 e a Siena nel 1554, capitano per Carlo V, governatore delle armi in Terra d’Otranto, viceré di Principato, viceré d’Abruzzo e capitano in quelle province, governatore di Veroli, Tivoli e Vicovaro in Campagna Romana, viceré della Basilicata.
- Giovanni Girolamo (†1591), conte di Trivento e duca di Castel di Sangro, sposa Cornelia Lannoy, figlia di Don Giorgio 2º Duca di Boiano e pronipote di Jeanne[13] de Croÿ fu un valoroso condottiero nelle Fiandre.
- Giorgio (†1633), conte di Trivento e duca di Castel di Sangro, (figlio del precedente) fu valoroso uomo d’armi. Più volte menzionato da Torquato Tasso nella Gerusalemme Conquistata quale quarto duca al seguito di Riccardo in Palestina, con chiaro riferimento al martirio di S. Eustachio

…il quarto Afflitto,
Del cui maggior la fama ancor non langue,
Che né tormenti fu per Cristo esangue.
(cap. XVIII, v. 135-137)
- Scipione (†1649), distintosi nella battaglia di Riva di Chiavenna nel 1625.
- Matteo, maggiore graduato dell’esercito borbonico, fu nominato cavaliere di merito del Real Ordine Militare di S. Giorgio della Riunione (1819).
- Francesco, Marchese e Patrizio di Amalfi, Generale dei Carabinieri, Gran Croce dell’Ordine della Corona d’Italia, Gran Croce di Cavaliere dell’Ordine dei Santi Maurizio e Lazzaro, Croce al Merito di Guerra, Croce di Compagno dell’Ordine dei Santi Giorgio e Michele, insignito della Medaglia Interalleata della Vittoria, della Medaglia Commemorativa della I Guerra Mondiale, della Medaglia per l’Unità d’Italia e della Medaglia Mauriziana per Merito dei 10 Lustri, insignito di Croce d’Oro con Corona Reale per Anzianità di Servizio. Generale di Divisione dei Carabinieri e poi Comandante in 2a dell'Arma; Venerando Balì e Gran Priore dell'Ordine per le Due Sicilie dal 1926, Cancelliere e Gran Maestro Protempore dal 1930. Nel 1931 fu uno dei 3 venerandi Balì che parteciparono al conclave per l'elezione a Gran Maestro, insieme al Chigi Alabani della Rovere e Pio Franchi de' Cavalieri. Non fu eletto, per cui diede immediatamente le dimissioni dall'Ordine e rinunziando a tutte le cariche e privilegi.

### Consiglieri e funzionari reali, amministratori pubblici
- Pandolfo (sec. XIV) fu capostipite del ramo di Sicilia, si stabilì a Palermo al servizio di re Giacomo II d’Aragona.
- Francesco, figlio del precedente, fu senatore e pretore di Palermo (1329).
- Pietro il Vecchio (†1439 ca.), signore di Belmonte, diede origine al ramo dei principi di Belmonte (1627); egli acquistò in Palermo il palazzo dell’Ospizio Grande.
- Leonardo (†1416), presidente della Gran Corte Vicaria di Napoli (1369), professore di diritto civile (1380 ca.), luogotenente del Gran Camerlengo (1390), vicario generale del Regno (1408/1414); favorito del re Ladislao d’Angiò-Durazzo.
- Nicola (sec. XV), nominato da re Alfonso V d’Aragona amministratore dei beni del defunto principe di Salerno. Fu inoltre maggiordomo di Ferdinando I.
- Raffaele (sec. XV), fu consigliere di Eleonora d’Aragona, principessa di Salerno.
- Matteo, giurista, nacque a Napoli verso la metà del sec. XV. Fu lettore di diritto per vent’anni nello Studio napoletano, pur non ricoprendo mai la cattedra universitaria. La sua carriera negli uffici del Regno dipese dallo stretto rapporto con Alfonso d’Aragona. Dopo il 1488 fu creato da re Ferrante giudice della Vicaria, e presidente della Sommaria. Nel luglio del 1495 fu premiato con la promozione al Regio Consiglio, incarico che mantenne fino al 1506. Scrisse svariate opere, fra cui: Commentaria super tribus libris feudorum, Tractatus de iure prothomiseos sive de iure congrui; Decisiones Sacri Regii Consilii Neapolitani, diffusa in tutta Europa, ebbe circa 40 edizioni a partire dal 1499; In utriusque Siciliae Neapolisque Sanctiones et Constitutiones novissima Praelectio (1517); Annotationes alle Consuetudines napoletane.
- Michele (†1521), Signore di Barrea e di Rocca Guglielma, fu creato conte di Trivento nel 1505; tesoriere del Regno di Napoli (1488), reggente del Gran Camerario e luogotenente della Regia Camera (1503), avendo richiesto al re d’Aragona l’indizione del Parlamento generale il 12 marzo 1511, ebbe incarico di presiederlo a Napoli.
- Federico, Patrizio Napoletano (XVII secolo), Cavaliere dell’Ordine di Santiago, militò in Fiandra nell’esercito spagnolo, Consigliere di Guerra dell’Arciduca Alberto II d’Asburgo.
- Michele II (†1620) 2º Duca di Barrea e 9º Conte di Trivento per refuta del fratello Giorgio, rinnovò il fideicommissum di famiglia su Trivento nel 1613, Patrizio Napoletano; Viceré e Governatore Generale delle armi del Regno di Napoli, Governatore di Chieti (morto in carica). Sposa donna Francesca Albrizzi, figlia di Don Giovanni Antonio II 1º Principe di Avetrana e di Donna Giulia Farnese dei Duchi di Latera. Con la dote della moglie comprò il feudo principesco di Scanno.
- Giovanni Battista (†1688), governatore di Afragola, Cava (1645), Foggia (1647), Lucera (1648), Lecce (1654-1657), Catanzaro (1658), giudice civile poi ordinario a Napoli (1661-1662).
- Rodolfo[14], duca di Castropignano e Campomele, marchese di Frignano Maggiore e Agropoli. Compiuti gli studi giuridici, nel 1834 iniziò la carriera nella amministrazione borbonica come relatore presso la Consulta di Stato. Nel 1844, fu nominato sotto-intendente a Cefalù e poi a Bovino. Nel corso del 1848 fu segretario generale d'Intendenza a Potenza, poi ad Avellino e Napoli. Di simpatie liberali, nell'ottobre 1859 fu arrestato, ma subito rilasciato. Dopo l’ingresso di Garibaldi a Napoli, fu prefetto prima a Genova, poi a Napoli (1863, 1869), consigliere provinciale e comunale di Napoli, senatore del Regno (20 gennaio 1861), vicepresidente del Senato (1867 al 1871). Per concessione regia, aveva diritto di abitazione nel palazzo reale di Capodimonte. Morì il 26 luglio 1872 a Napoli.

### Ecclesiastici
- Annibale (1560 ca -†1638), arcivescovo. Laureatosi a Bologna, si recò a Madrid nel 1568 ove fu a corte di Filippo IV come cappellano delle giovani principesse della corte di Spagna. Il sovrano ne propose a Clemente VIII la nomina ad arcivescovo di Reggio Calabria, avvenuta il 15 novembre 1593. Giunto nella sua sede, fu severo controllore della vita religiosa e applicò le disposizioni della Controriforma, fece ricostruire l’ospedale, il seminario e molte delle chiese distrutte dai turchi di Sinan Bassà nel 1594.
- Giovanni Battista (XVII sec.), abate e vicario generale della diocesi di Minori, erudito versato nella lettura della curialesca amalfitana, corrispondente dell’abate cistercense Ferdinando Ughelli (1595-1670); fu autore del Breve racconto della vita, martirio, e miracoli della gloriosa Verg. e Mart. S. Trofimena (1660).
- Cesare (1615-†1682), avvocato, entrò nel 1657 nell’Ordine teatino col nome di Gaetano Andrea. Fu vescovo di Cava (1670) ed autore di alcuni trattati giuridici: Juris responsum de actionibus (1649); Controversi juris resolutiones (1660-1661).

### Letterati e scienziati
- Gennaro Maria[15],  nacque a Napoli nel 1618. Nel 1633 fu ammesso nel convento di S. Maria della Sanità dei domenicani, dove emise la professione nel 1634. Fu ingegnere militare al seguito degli eserciti spagnoli e docente di matematica. Incontrò a Napoli il suo protettore, il figlio naturale di Filippo IV, don Giovanni Giuseppe d’Austria (1647-1648), che seguì a Madrid, ove il Supremo Consiglio di Guerra lo prescelse come professore di matematiche del Real Palazzo, e poi nella campagna di Orbetello e Porto Longone (1650). Passò poi al servizio di Ferdinando II di Toscana sempre come docente di matematica e ingegnere militare. Fu a Roma alla fine del 1667 e poi a Genova, dove diede il proprio parere sulle opere di difesa della rada di Vado Ligure. Fu infine a Savona nel 1669. Gli sono attribuiti lavori di fortificazione a Cuneo e Nizza Marittima per conto dei Savoia. Morì a Napoli nel 1673. Opere: Muniendarum urbium, methodus modernus[16]; De igne et ignivomis (1661).
- Eustachio[17], nacque a Rocca Gloriosa il 29 luglio 1742. Nel 1748 entrò nel Collegio dei nobili a Napoli, retto dai gesuiti; nel 1758 divenne chierico e fu eletto cappellano dei Tesoro di S. Gennaro dai nobili del seggio di Nilo, cui era aggregata la famiglia. Il 26 settembre 1761 entrò nell'Ordine Domenicano e studiò teologia a Roma e Perugia. Ritornato a Napoli, insegnò filosofia. Nel 1773 gli fu conferita la cattedra di storia della religione e fu chiamato ad insegnare nella nuova università di Malta. Nel 1778 entrò a far parte della Reale Accademia delle scienze e delle lettere, e l'anno successivo gli fu conferito l’incarico di vice-bibliotecario e coadiutore per la sistemazione della Biblioteca farnesiana. Nel 1782 terminò il primo volume dell'opera Memorie degli scrittori del Regno di Napoli, e fu nominato custode del museo di Capodimonte. Il 14 luglio del 1784 assunse la direzione della biblioteca, ma l’8 dicembre 1787 morì lasciando stampata solo metà del secondo volume, pubblicato postumo nel 1794.

## Gli ultimi discendenti
Le ultime quattro linee della famiglia sono quelle:
1. dei d’Afflitto d’Aragona, patrizi napoletani ascritti al seggio di Nido, discendenti da Antonio (1772-1850), che sposò la nobile Camilla d'Aragona (1769, †1810), estinti;
2. della linea di Scala, patrizi di Scala (1887, 1907), la cui propaggine principale si estinse in Maria Stefania, duchessa di Campomele, duchessa di Castropignano, marchesa di Montefalcone, marchesa di Frignano Maggiore, marchesa di Agropoli (†1914), andata in sposa, nel 1876, a Riccardo Nunziante dei marchesi di S. Ferdinando; la propaggine secondogenita di don Bonaventura, figlio di Matteo, patrizio di Scala (1833-1904) si è altresì estinta; Di uno dei marchesi d’Afflitto, probabilmente don Bonaventura d'Afflitto dei Principi di Scanno, la pittrice Tamara de Lempicka eseguì due celebri ritratti a Parigi (1925, 1926).
3. della linea di Ravello, patrizi di Ravello, discendenti da Diego, nato nel 1797, estinti;
4. della linea di Amalfi[10], patrizi di Amalfi (maschi, 1915), marchesi (maschi primogeniti, D.R. 16 febbraio 1922), alla quale appartenne Camillo (1818-1899), figlio di don Raffaele e di donna Carolina Lanzetta Sforza, Capitano dell’esercito borbonico nel III Reggimento Dragoni (1859), patrizio di Amalfi, dal quale sono poi discesi il marchese Francesco (1861-1934) sposato con Ida dei Marchesi Bartolommei, da cui don Camillo II (1890-1949), da cui don Francesco II (1921-1996), fu ufficiale dell’esercito e Croce di guerra, da cui Camillo III (1951-2008). L’attuale capofamiglia è il marchese Cosimo (1996-). Discende da don Camillo II il celebre enologo di Castel Ruggero, il nobiluomo Nicolò d'Afflitto, enologo e direttore tecnico dei Marchesi de Frescobaldi.

## Feudi in titolarità
I primi titoli nobiliari risalgono al X secolo. Oltre all'attuale titolo di Marchese (mpr) e Patrizi di Amalfi (m), v’è notizia delle seguenti:
Principati: Belmonte 1627, Durazzano, Roccagloriosa, Scanno 1647, Villa dorata.
Ducati: Barrea, Bernauda, Casteldisangro, Castropignano, Campomele.
Marchesati: Frignano Maggiore, Lauria, Montefalcone.
Contadi: Civitasantangelo, Lizzanello, Loreto, Nicotera, Trivento, Ventimiglia.
Baronie: Acqua della Vena, Angri, Borrello, Brittoli, Cancellara, Carpineto, Cardito, Casella, Casalpiscopo, Castignano, Castiglione, Civitella, Collare, Ferrazzano, Gratteri, Larderia, Macchia, Molpa, Monteroduno, Mosellara, Muro, Nocciano, Ortona, Papasidero, Pesco, Petranico, Petruro, Pettorano, Pietrapulcina, Pietrarosella, Pizzoferrato, Redine, Roccasassone, Rocchetta, Roccapimonte, Roccaimperiale, Roccamainolfi, Rodegaldo, Rufo, Santangelo in Grisone, Santagapito, San Martino, Sinagra, Somma, Tocco, Torre de' passeri, Valenzano, Villetta.

## Edifici storici

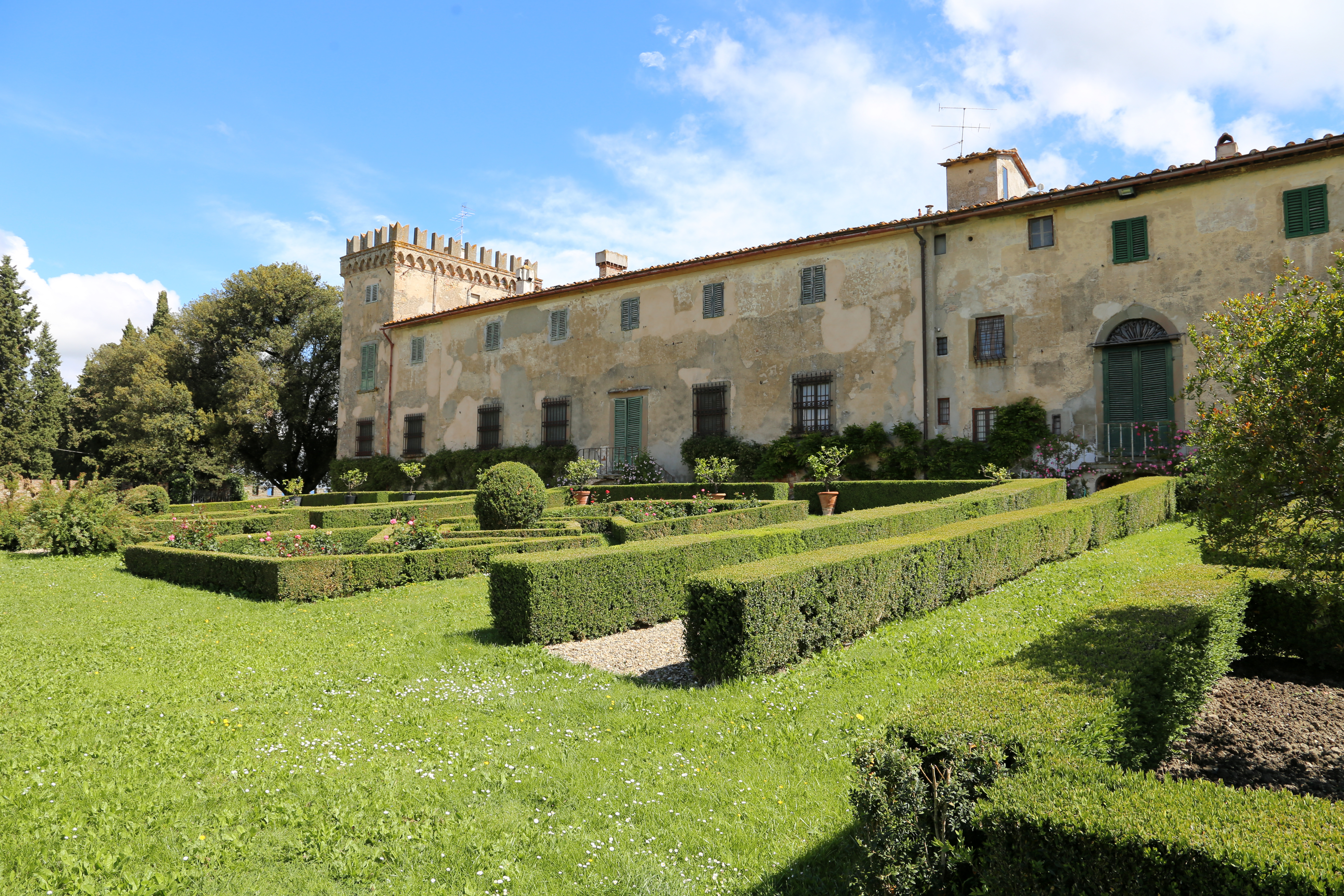
Castel Ruggero a Bagno a Ripoli. Dimora del celebre enologo Nob. Niccolo dei Marchesi d'Afflitto, Patrizio d'Amalfi
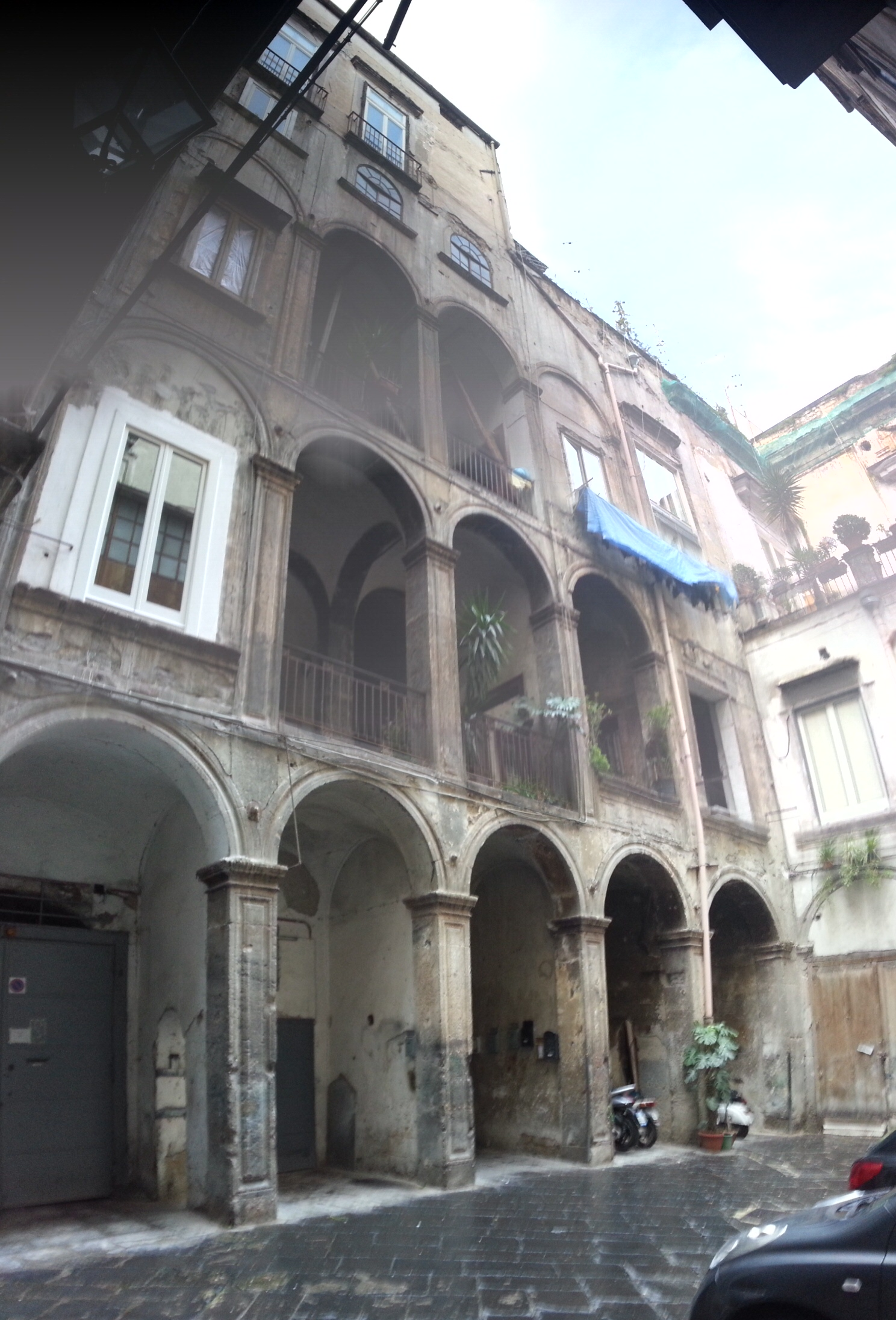
Il Palazzo d'Afflitto in Via Nilo a Napoli. Dimora di don Girolomo d'Afflitto, Principe di Scanno
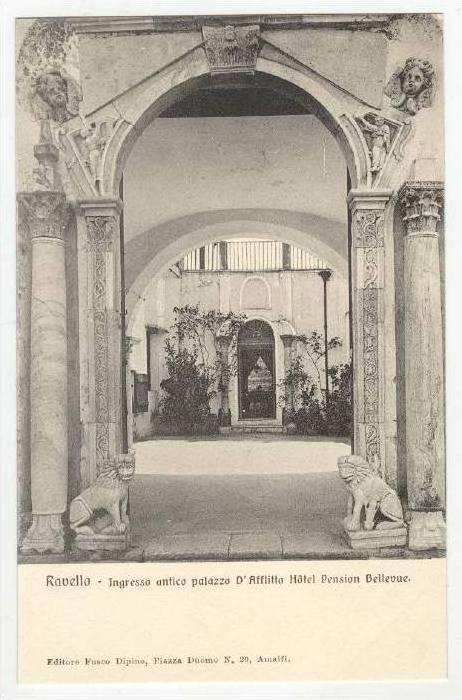
Il Palazzo d'Afflitto a Ravello, oggi Hotel Caruso Belmod
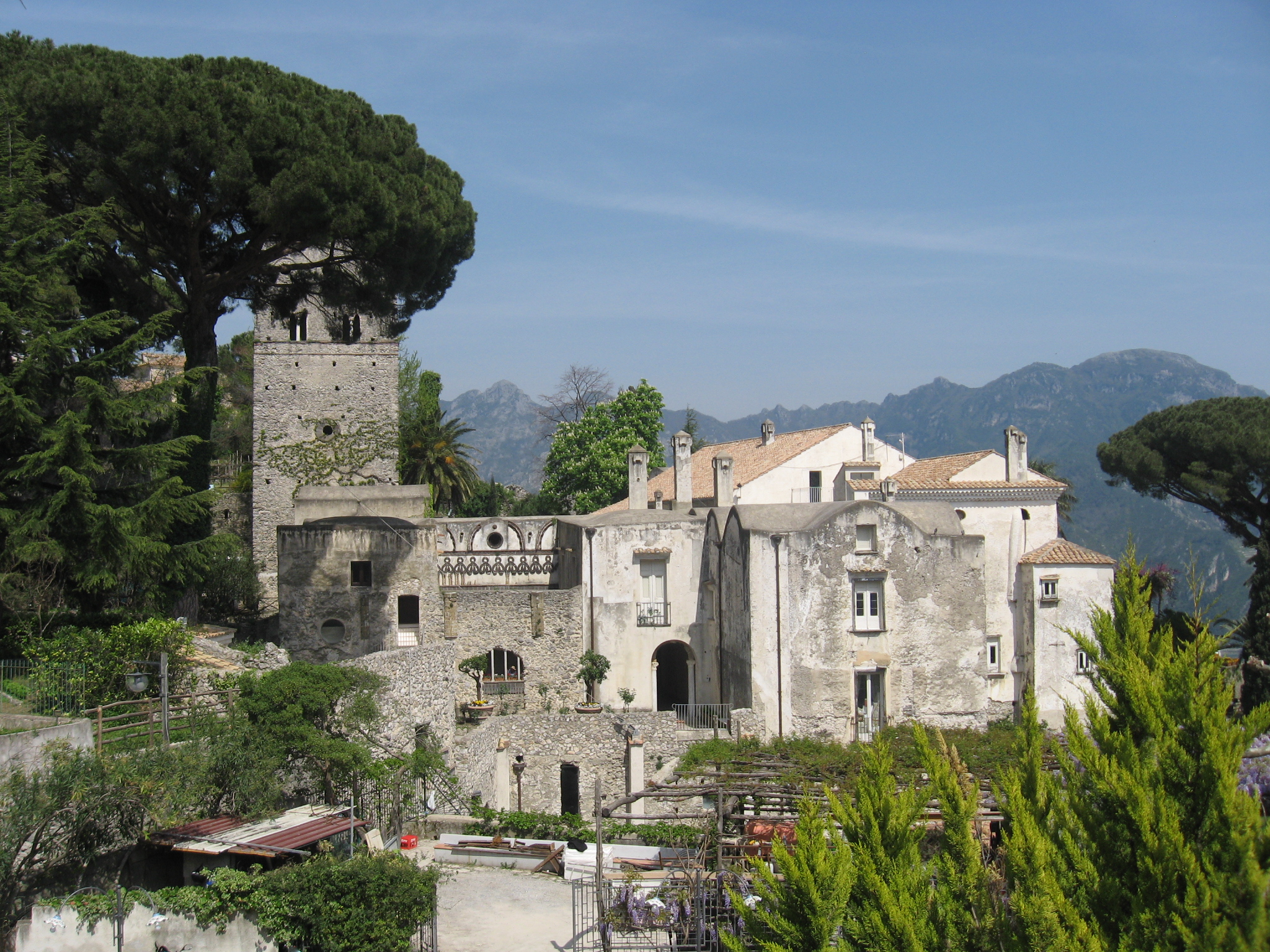
Villa Rufolo a Ravello, già Villa d'Afflitto
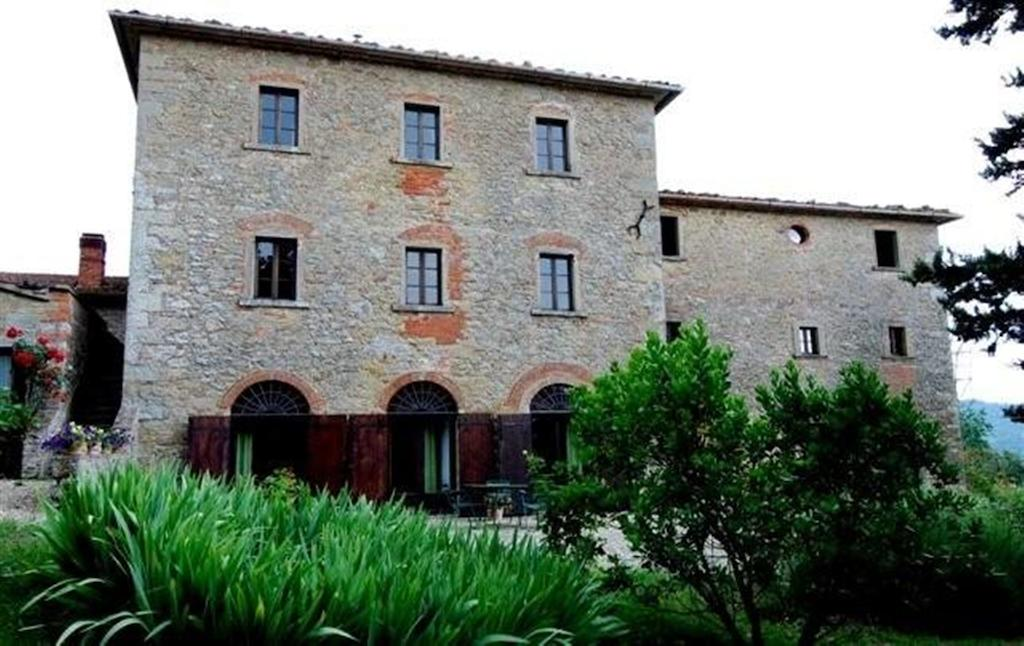
La Scheggia a Anghiari. Borgo agricolo del XV secolo